# Hermann Olfe

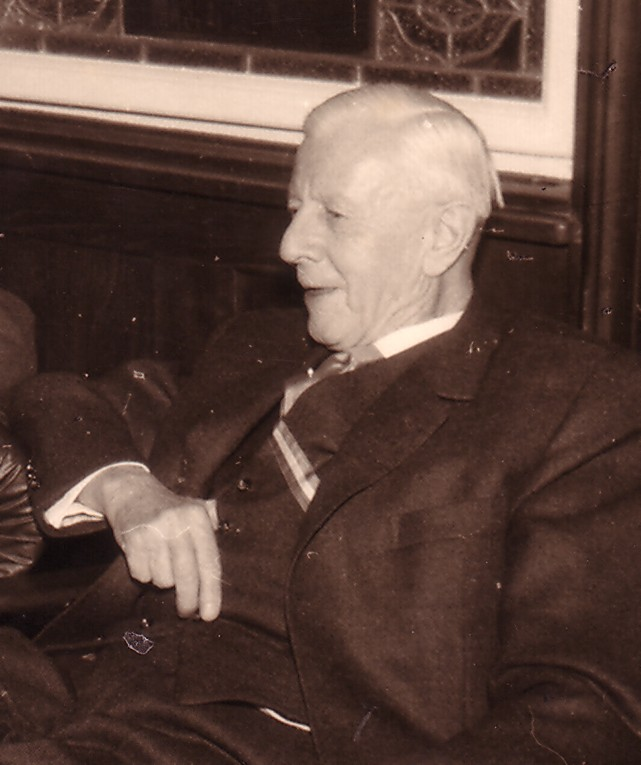
Hermann Olfe, 1962

Hermann Olfe (* 17. November 1884 in Kreuztal; † 31. August 1969 in München) war ein deutscher Industrieller und Vorstand der Gelsenkirchener Bergwerks AG.

## Leben
Geboren als Sohn des Direktors beim Rheinisch-Westfälischen Kohlensyndikat in Essen, Kommerzienrat Wilhelm Olfe und seiner Frau Elise, geb. Vogel, besuchte Olfe das Realgymnasium Essen und studierte nach dem Abitur (1903) das Bergfach in Heidelberg, Paris und Aachen. In Heidelberg war er Mitglied des Corps Rhenania. 1907 wurde er Bergreferendar, 1912 Bergassessor. 1914 trat er in die Gelsenkirchener Bergwerks AG ein. Während des Ersten Weltkrieges wurde er mit der Verwaltung der türkischen Steinkohlebergwerke am Schwarzen Meer beauftragt. 1918 rückte er zum Bergwerksdirektor auf. Er war Leiter der Zeche Bonifacius, später stellvertretendes und ab 1920 ordentliches Vorstandsmitglied der Gelsenkirchener Bergwerks AG. 1926 übernahm Olfe die Leitung der Zechen Westende und Thyssen 4/8 und war stellvertretender Führer der Gruppe Hamborn. 1929 wurde er zur Gruppe Dortmund versetzt und Leiter der Zechen Zollern, Germania und Tremonia, ab Oktober 1931 der Zeche Hansa-Westhausen, später der Zechen Adolf von Hansemann und Erin. Verantwortlich war er unter anderem für Entwurf und Inbetriebnahme der Großschachtanlage Zeche Gustav. 1946 trat Hermann Olfe in den Ruhestand, war aber noch Mitglied des Aufsichtsrats der Dortmunder Bergbau AG und der Erin Bergbau AG sowie von 1957 bis 1963 Mitglied im Aufsichtsrat der Gelsenkirchener Bergwerks AG.
Olfe war Sprecher des Vereins für die bergbaulichen Interessen im Oberbergamtsbezirk Dortmund und Präsident des Westfälischen Industrieklubs in Dortmund.